# EGT AG

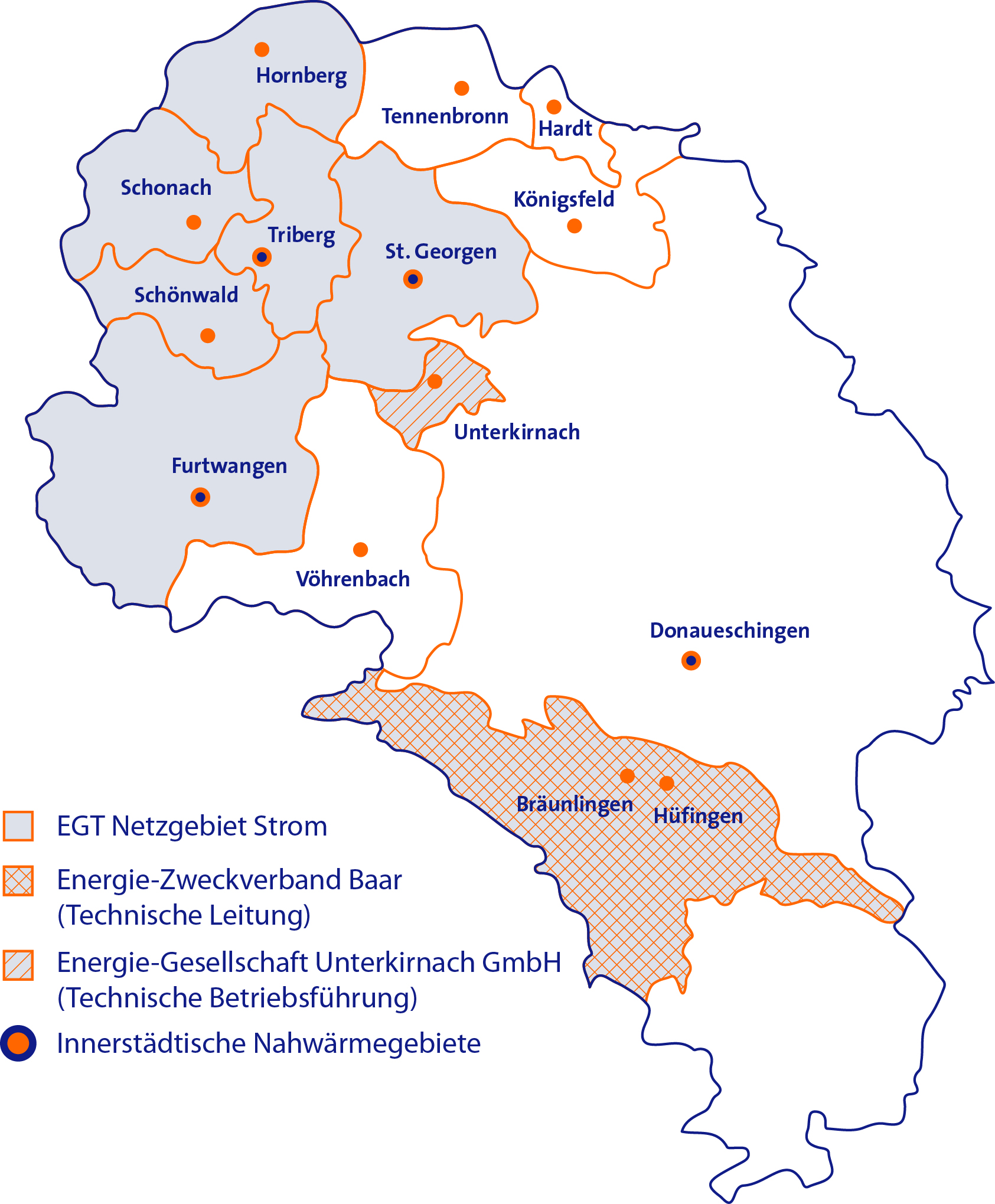
Stromnetz der EGT

Die EGT Unternehmensgruppe wurde am 11. Mai 1896 gegründet und ist heute im Energievertrieb, in der Energieversorgung, der Elektro- und Informationstechnischen Gebäudeausrüstung sowie der Energieberatung tätig. Insgesamt beschäftigt die EGT Unternehmensgruppe mehr als 300 Mitarbeiter. Der Hauptsitz des Unternehmens ist Triberg im Schwarzwald. Das Unternehmen gliedert sich in die Führungsgesellschaft EGT AG und die Tochtergesellschaften EGT Energie GmbH, EGT Gebäudetechnik GmbH, EGT Energiehandel GmbH, EGT Energievertrieb GmbH, EGT Energy Solutions GmbH sowie EGT Digital Services GmbH. Weitere Standorte der EGT Gebäudetechnik sind in Furtwangen im Schwarzwald und Freiburg im Breisgau.
Die EGT AG war bis Oktober 2024 zu je einem Drittel im Besitz kommunaler Anteilseigner (Triberg, Schonach, Hornberg, St. Georgen und Furtwangen), privater Anteilseigner, z. B. der EGT-Gründerfamilie von Schoen und der Alb-Elektrizitätswerk Geislingen-Steige eG  („Albwerk“).
Mit Vertrag vom 31. Oktober 2024 veräußerten private Aktionäre der Gründerfamilien der EGT, die RK Beteiligungen GmbH & Co. KG (Rudolf Kastner, ehemaliger Vorstandsvorsitzender der EGT) und die Stadt St. Georgen ihre EGT-Aktien von zusammen 39 % an das Albwerk, das seither mit 72,3 % Mehrheitsaktionär ist. Die übrigen Anteile teilen sich die verbliebenen Kommunen und ein Privataktionär. Zum Jahresende 2024 will die EGT zudem 10 % der Anteile selbst übernehmen.

## Geschichte

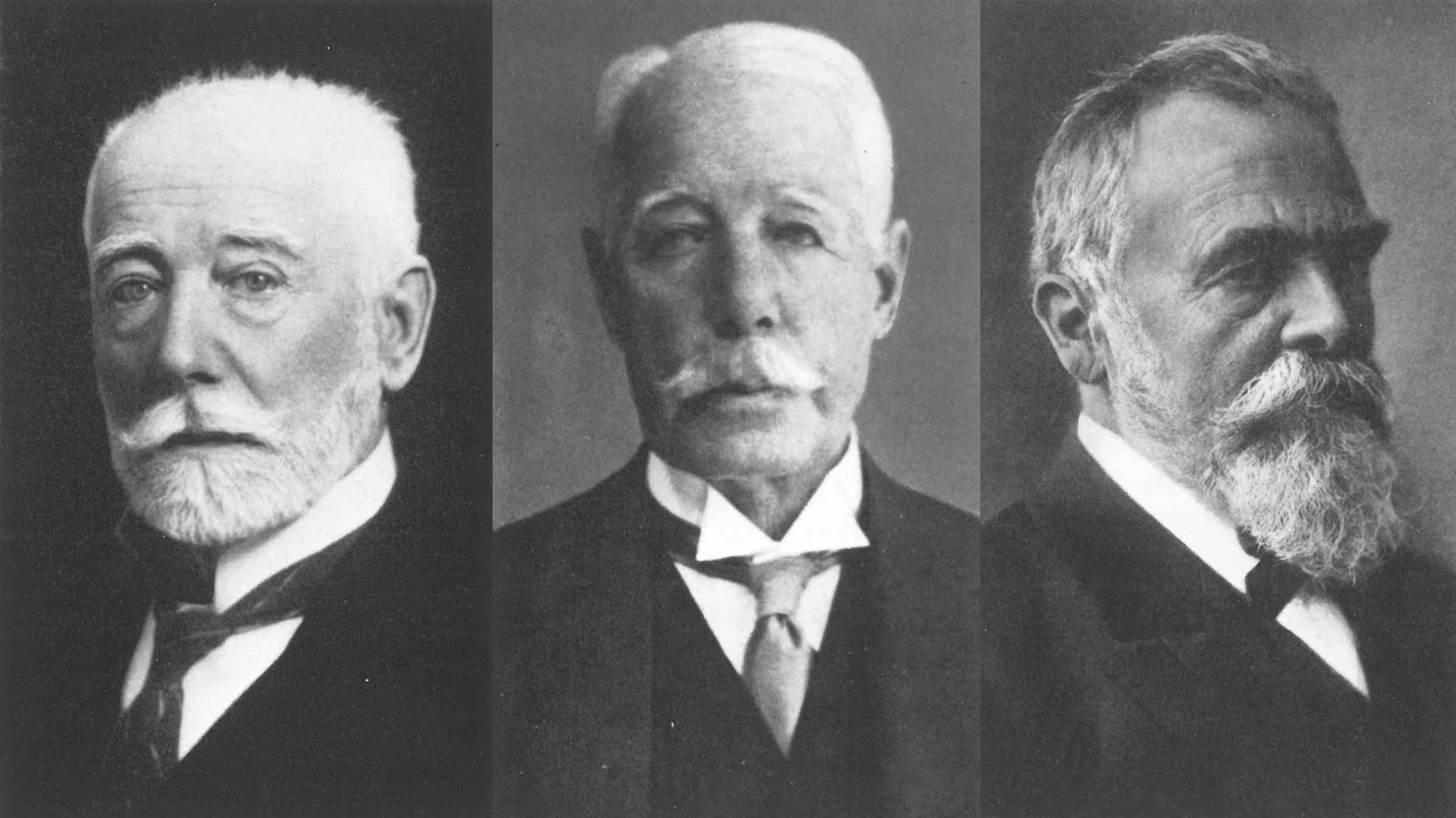
Die Gründer der EGT (von links): Friedrich Wilhelm von Schoen, Wilhelm Eduard Freiherr von Schoen und Carl von Linde

### Gründung der EGT
Friedrich Wilhelm von Schoen, sein Bruder Wilhelm Eduard Freiherr von Schoen sowie Carl von Linde gründeten im Jahr 1896 gemeinsam mit der Firma Meißner & Co. (gegründet von Carl Meißner, Direktor des AEG-Installationsbüros in Frankfurt) die Elektrizitäts-Gesellschaft Triberg. Erster Aufsichtsratsvorsitzender wurde der Initiator Friedrich Wilhelm von Schoen.
Bereits nach einem Jahr wurde die Gemeinde St. Georgen an das Versorgungsnetz angeschlossen. Trotz wirtschaftlicher Rückschläge, wie dem Brand eines Drehstromwerkes, wurden wenige Jahre später auch die Gemeinden Schonach, Niederwasser, Schonachbach und Nußbach an das EGT-Netz angeschlossen. Um den gestiegenen Strombedarf zu decken, kaufte die EGT zusätzlich Strom vom Kraftwerk Laufenburg am Hochrhein ein.

### EGT während der Weltkriege

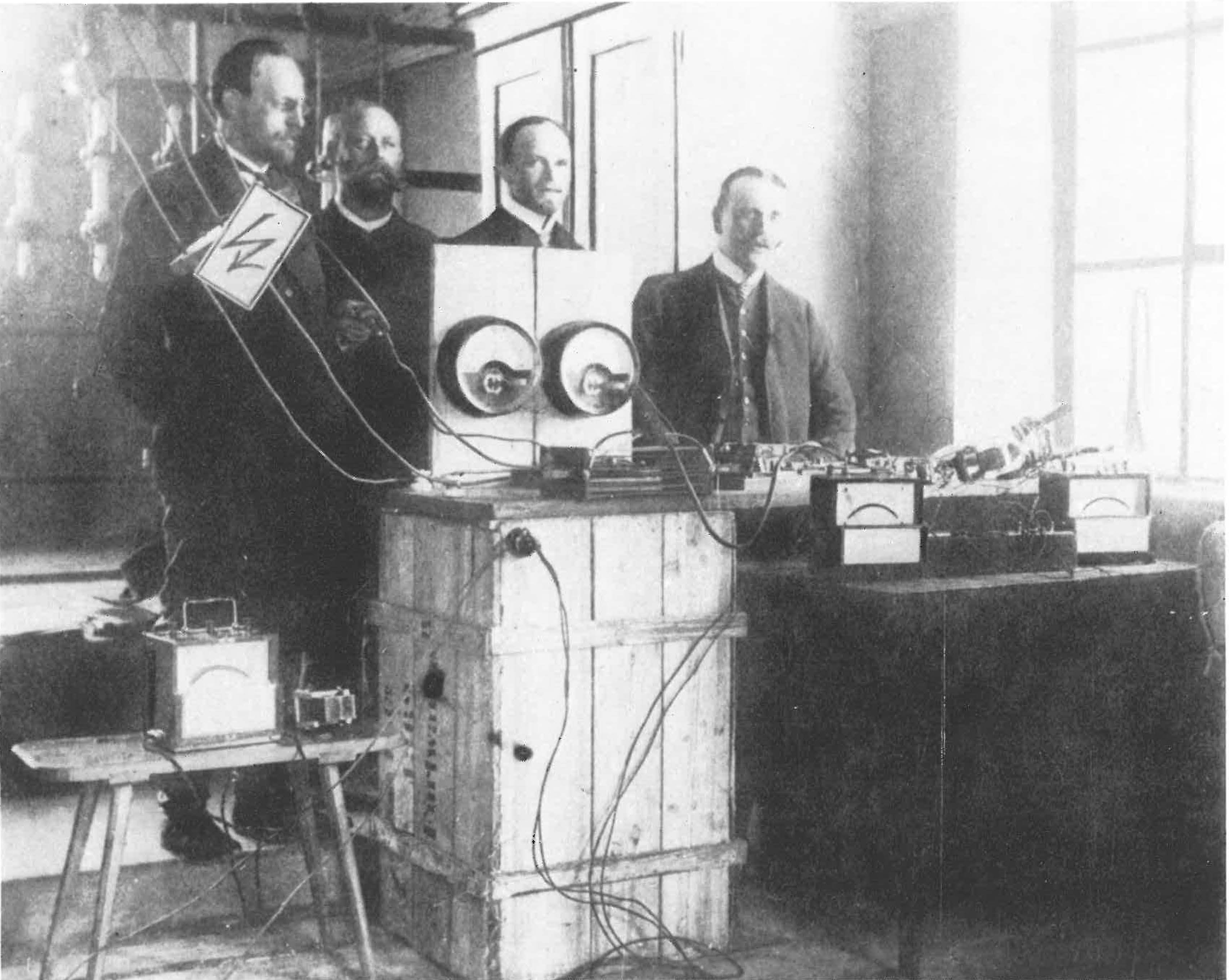
Belastungsmessung um 1904

In Folge des Ersten Weltkrieges geriet die EGT in eine angespannte Finanzlage. Aus diesem Grund beteiligten sich 1922 die Städte Triberg, St. Georgen, Furtwangen, Hornberg und die Gemeinde Schonach zu 50 % am Stammkapital der EGT. Die andere Hälfte des Kapitals blieb in der Hand der Gründerfamilien.
Neben der Beleuchtung wurde Strom mittlerweile für den Antrieb von Maschinen und Geräten genutzt – davon profitierte die EGT und passte sich an die neuen Dimensionen des Energieverbrauchs an. Den goldenen Zwanzigern folgte die Weltwirtschaftskrise. Wie viele andere Unternehmen traf sie auch das Triberger Energieunternehmen hart, da Gewerbe- und Industrieunternehmen ihren Verbrauch auf ein Minimum reduzierten.

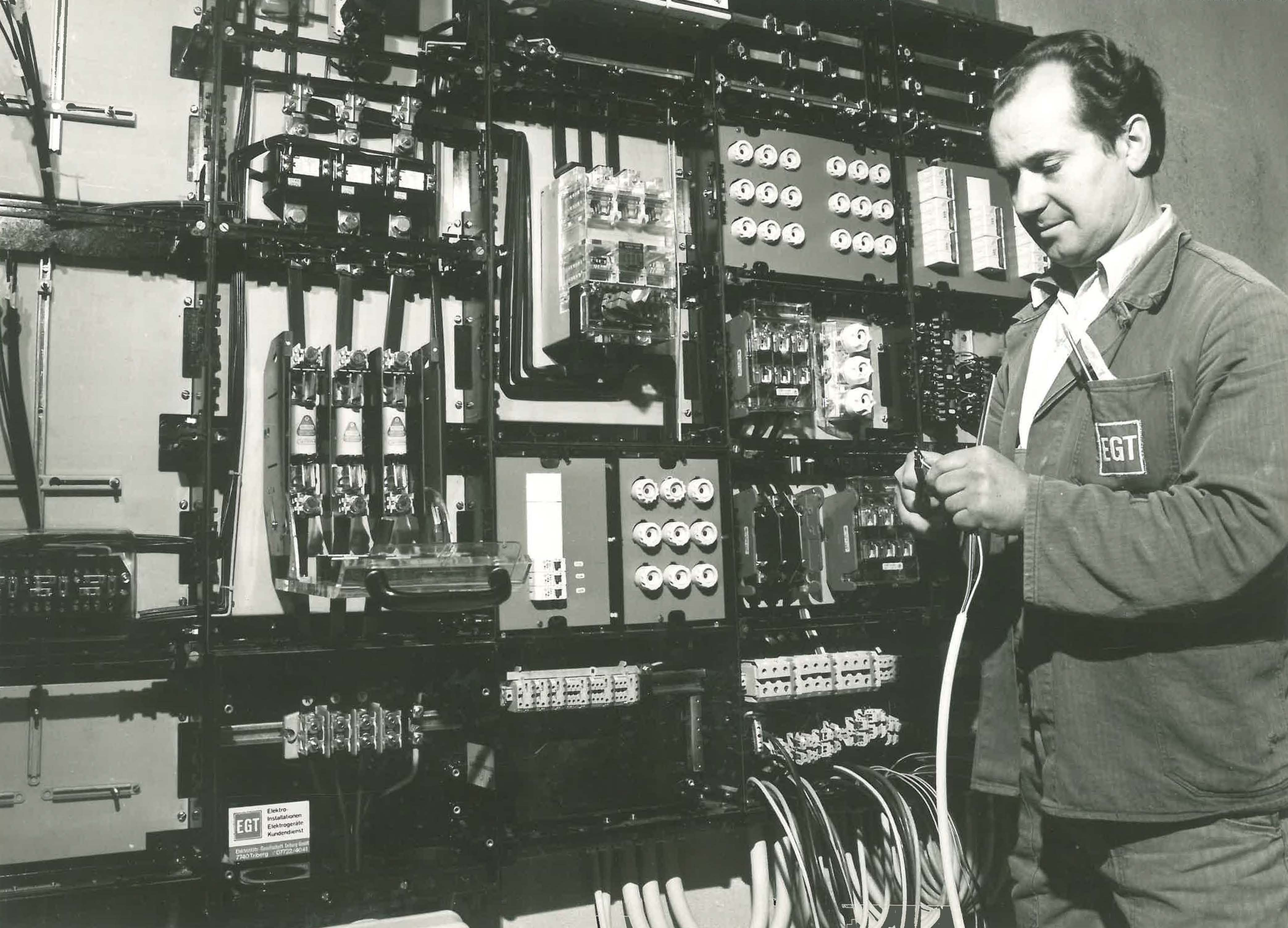
EGT Mitarbeiter an einer Sicherung

Durch die Stabilisierung der Wirtschaft in Deutschland stieg auch der Energiebedarf wieder an. Eine noch stärkere Nachfrage wurde während des Zweiten Weltkrieges erreicht. Jedoch erschwerte fehlendes Material den Ausbau der Netze und feindliche Angriffe beschädigten die Anlagen und Einrichtungen der EGT.
Nach dem Ende des Zweiten Weltkrieges reduzierte sich der Energieverbrauch der Bevölkerung zum einen durch fehlendes Baumaterial, aber in erster Linie durch die Einschränkungen der Besatzungsmächte, so dass die EGT im Jahr 1946 kaum noch Strom verkaufen konnte. Der Krieg und seine Folgen sorgten für große finanzielle Verluste beim Triberger Energieunternehmen. Erst die Gründung der Bundesrepublik Deutschland führte zum Wiederaufbau des Unternehmens.

### Wirtschaftswunder, Ölkrise und Erdgas
Der Aufschwung der Wirtschaft in den Nachkriegsjahren erhöhte in ganz Deutschland den Energiebedarf rasend. Folge war der Ausbau zahlreicher Kraftwerke und Verbundnetze in ganz Deutschland. Auch die EGT passte sich mit neuen Regeltransformatoren und der Verstärkung von Leitungen an diese Veränderung an.
Um dem großen Strombedarf gerecht zu werden, schloss die EGT im Jahr 1955 außerdem einen Fremdstromliefervertrag mit dem Kraftwerk Laufenburg. Hierfür wurden unter großem finanziellem Aufwand Umspannwerke sowie Fernleitungen und Transformatorenstationen in der Region aufgestellt. Insgesamt beschäftigte die EGT im Jahr 1971 rund 140 Mitarbeiter.

Trotz des Endes des Wirtschaftswunders und der Ölkrise stieg in den 1970er Jahren der Strombedarf stetig, so dass auch die EGT die Mittel- und Niederspannungsnetze weiter ausbaute. 1983 begann die EGT umliegende Gemeinden mit Erdgas zu versorgen und investierte rund 60 Millionen D-Mark in das Erdgasnetz. Neue Aufgaben und eine gestiegene Arbeiterzahl führten Anfang der achtziger Jahre zu einem neuen Lager- und Verwaltungsgebäude in der Schonacher Straße in Triberg.

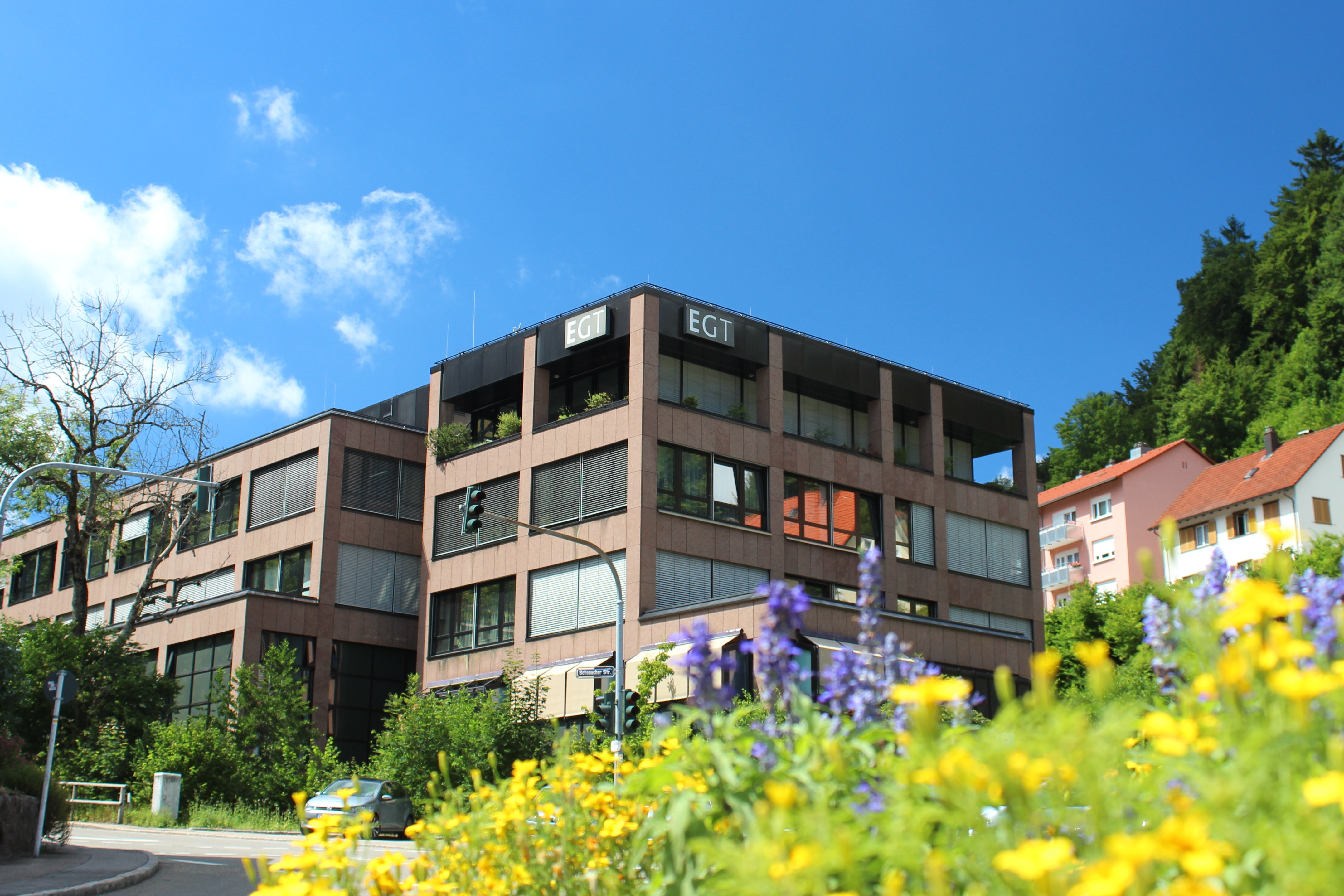
Der Unternehmenssitz der EGT

1991 wurde die EGT Elektrotechnik (ab 2002 EGT Gebäudetechnik) gegründet, die Elektroinstallationen als eigene Gesellschaft fortführte. Vier Jahre später eröffnete die Gesellschaft ein Service-Center in Freiburg. Auch die Geschäftsführung der Unternehmensgruppe erlebte einen Wechsel. Rudolf Kastner trat 1993 in die Geschäftsführung ein. Er folgte auf Michael Weinmann, der seit dem Jahr 1971 das Unternehmen geleitet hatte. Kastner war damit der elfte Geschäftsführer der EGT seit Gründung vor fast 100 Jahren und übte das Amt des Vorstandsvorsitzenden bis zu seinem Eintritt in den Ruhestand im Juni 2019 aus. Seither ist Jens Buchholz Alleinvorstand. Buchholz ist seit 2024 in Personalunion auch einer der beiden Vorstände des EGT-Aktionärs Albwerk.

### Die EGT heute
Im Zuge der Liberalisierung des Energiemarkts wurde im Jahr 2001 die EGT Energiehandel gegründet und stieg in den deutschlandweiten Strom- und Gasvertrieb ein.
Im Jahr 2012 setzte die EGT Unternehmensgruppe insgesamt über 600 Millionen Euro um – das Vierfache im Vergleich zum Jahr 2007 und gehört heute mit zu den 15 größten deutschen Energievertriebsunternehmen (bezogen auf die verkaufte Menge an Strom und Gas).

## Produkte und Leistungen

### Energievertrieb
Als klassisches Energieunternehmen beliefert die EGT Energievertrieb im lokalen Netzgebiet der EGT Energie über 30.000 Privathaushalte sowie Gewerbe- und Industrieunternehmen mit Strom und Erdgas (herkömmlich und ökologisch). Die EGT übernimmt hier zudem die Funktion des Grundversorgers.
Die EGT Energiehandel hingegen ist deutschlandweit aktiv und beliefert in erster Linie mittelständische Industrie- und Gewerbekunden mit Strom und Gas (herkömmlich und ökologisch). Mittlerweile umfasst die Belieferung rund 40.000 Kundenanlagen mit einem Volumen von ca. 3.400 Mio. kWh.

### Energieversorgung
Als Netzgesellschaft ist die EGT Energie in ihrem Netzgebiet für die Infrastruktur von Strom-, Erdgas- und Wärmeversorgung mitverantwortlich. Über rund 1.500 Kilometer Leitungen und Kabel werden 30.000 Haushalte mit Strom versorgt. 360 km Rohrleitungen transportieren Erdgas zu etwa 5.500 Haushalten im Netzgebiet.

### Elektrotechnischer Anlagenbau
Die Tochtergesellschaft EGT Gebäudetechnik ist im elektrotechnischen Anlagenbau tätig. Sie ist deutschlandweit vor allem für Industrie- und Gewerbebetriebe sowie öffentliche Einrichtungen zuständig und regional auch für Privatkunden. Zum Leistungsportfolio gehören Beratung, Projektierung, Projektsteuerung und -management sowie Ausführung komplexer elektrotechnischer Großanlagen. Die Leistungspakete der Gesellschaft im Detail umfassen unter anderem Elektroinstallationen, KNX-Standard (EIB), Sicherheitssysteme, Brandmeldeanlagen, Photovoltaik und Energieeffizienzmaßnahmen.

## Erdgas(CNG)-Mobilität
Seit dem Jahr 2002 betreibt die EGT in Triberg eine Erdgastankstelle. Kunden tanken dort zu hundert Prozent Bioerdgas. Die Erdgasmobilität unterstützt die EGT auch mit einem Förderprogramm für Fahrer von Erdgas-Neu- und Jahreswagen. Ein Teil des eigenen Fuhrparks nutzt ebenso CNG als Kraftstoff.

## Sonstiges
Die Unternehmensgruppe ist in den Bereichen Sponsoring und Spenden aktiv. Vor allem regional unterstützt das Unternehmen Sport- und Kulturveranstaltungen sowie Vereine oder caritative Einrichtungen. Im Mittelpunkt des sozialen Engagement stehen die Bildungspartnerschaften zu vier lokalen Schulen: Realschule Triberg, Schwarzwald Gymnasium Triberg, Thomas-Strittmatter-Gymnasium in St. Georgen sowie die Zinzendorfschulen in Königsfeld.
Die Unternehmensgruppe bietet sechs Ausbildungsberufe sowie zwei duale Studiengänge an. Mit einer Ausbildungsquote von 11 Prozent liegt sie über dem Landesdurchschnitt Baden-Württembergs (2012: 5,4 %).